# نوبه‌اوکا ۸۲۳۴
سیارک ۸۲۳۴ (به انگلیسی: 8234 Nobeoka، نامگذاری:1997VK8) هشت هزار و دویست و سی و چهارمین سیارک کشف شده‌است که در ۳ نوامبر ۱۹۹۷ کشف شد.
قدر مطلق سیارک برابر ۱۲٫۶۰ است.